# 헤수스 솔라나
헤수스 앙헬 솔라나 베르메호(스페인어: Jesús Ángel Solana Bermejo, 1964년 12월 25일, 라 리오하 주 아르네도 ~)는 스페인의 전직 축구 선수이다. 수비수로 활약한 그는 좌측 수비와 중앙 수비를 모두 능숙히 맡을 수 있었다.
그는 15년 동안 361번의 라 리가 경기에 출전했는데, 레알 마드리드(6년)와 사라고사(9년)에서 활동했다.

## 클럽 경력
솔라나는 라 리오하 주 아르네도 출신으로, 레알 마드리드의 유소년부 출신이다. 그는 현역 처음 6년 중 5년을 수도 연고 구단의 주전으로 활약했는데, 같은 기간 마드리드는 5시즌 연속 라 리가 우승을 달성했다.
그러나, 솔라나는 사라고사에서의 활약으로 더 알려져 있는데, 그는 코파 델 레이를 우승하고 1994-95 시즌에는 아스널과의 불후의 컵위너스컵 결승전에서 우승의 주역이 되었고, 아라곤 연고 구단 소속으로 300번이 넘는 공식 경기에 출전했다. 그는 2000년에 거의 36세가 되어 은퇴했고, 2군 감독을 맡아 2012-13 시즌에 다시 감독을 맡아 세군다 디비시온 B 잔류의 특명이 주어졌지만, 결국 달성하지 못했다.

## 국가대표팀 경력
솔라나는 스페인 국가대표팀 경기에 1번 출전했는데, 그는 아일랜드와의 1988년 11월 16일, 1990년 월드컵 예선전 경기에서 키케 산체스 플로레스와 교체되어 들어갔다.

## 수상
레알 마드리드
- 라 리가: 1985–86, 1986–87, 1987–88, 1988–89, 1989–90
- 코파 델 레이: 1988–89
- 수페르코파 데 에스파냐: 1988, 1989, 1990
- UEFA컵: 1985–86

사라고사
- 코파 델 레이: 1993–94
- 컵위너스컵: 1994–95

스페인 U-21
- UEFA U-21 축구 선수권 대회: 1986[5]